# Talegalla cuvieri
El talégalo de Cuvier o telégala de pico rojo (Talegalla cuvieri) es una especie de ave galliforme de la familia Megapodiidae endémica de Indonesia. Su nombre científico conmemora al zoólogo francés Frédéric Cuvier. Como otros megapódidos anida enterrando sus huevos en el suelo en montículos construidos con hojas, ramitas y arena. 

## Descripción
Mide unos 57 cm de largo. Su plumaje es negro y tiene la zona facial desnuda con una carúncula amarillenta y las patas y el pico anaranjadas. Su iris es amarillo. La parte superior de su cabeza está cubierta con plumas similares a cerdas de color negro. Ambos sexos tienen un aspecto similar.

## Distribución y hábitat
En encuentra en el oeste de Nueva Guinea e islas cercanas. Habita en las selvas de tierras bajas de la península de Doberai, las montañas Sudirman occidentales, y la isla Misool y algunos islotes de la provincia de Papúa Occidental.